# Burgstall Kraiburg
Der Burgstall Kraiburg ist eine abgegangene Höhenburg auf dem 445 m ü. NHN hohen Schlossberg an der Stelle der Schlossbergkapelle St. Georg bei Kraiburg am Inn im Landkreis Mühldorf am Inn in Bayern. Die Anlage wird als Bodendenkmal unter der Aktennummer D-1-7840-0017 im Bayernatlas als „Burgstall des Mittelalters und der frühen Neuzeit ("Schloss Kraiburg") sowie Höhensiedlung der Bronze- oder Urnenfelderzeit“ geführt.

## Geschichte
Die Burg von wurde um 1100 von Graf Engelbert II. von Spanheim erbaut und wurde Sitz der Grafschaft Kraiburg. Engelbert erhielt das Gebiet um Kraiburg durch Heirat von Uta von Passau, der reichen Erbtochter des Passauer Burggrafen Ulrichs des Vielreichen. Als Engelbert 1124 schließlich Herzog von Kärnten wurde, übergab er Kraiburg seinem ältesten Sohn, Engelbert III. Dieser blieb bis zu seinem kinderlosen Tode im Jahre 1173 im Besitz der Burganlage. Erbe wurde sein jüngerer Bruder Rapoto I., welcher sich nach der von ihm um 1120 im Rottal erbauten Burg Ortenburg, benannte. Als Rapoto 1186 verstarb, teilten sich seine beiden Söhne die Besitzungen auf. Der Ältere, Rapoto II., erhielt dabei Kraiburg als seinen Sitz. Im Jahre 1208 erhielt Rapoto II. die bayerische Pfalzgrafenwürde verliehen, seither übte er das Amt von Kraiburg aus. 1199 wurde die Burg von Herzog Ludwig dem Kelheimer bei einer Fehde zwischen den Grafen von Ortenburg und den Grafen von Bogen eingenommen und niedergebrannt. Im Anschluss errichtete Rapoto die Burg wieder neu. Mit seinem Tode 1231 folgte sein Sohn Pfalzgraf Rapoto III. von Bayern als Inhaber der Burg. Auch er verblieb bis zu seinem Tode 1248 im Besitz Kraiburgs. Rapoto hinterließ nur die Erbtochter Elisabeth, welche 1256 Hartmann I. von Werdenberg ehelichte und ihm unter anderem die Kraiburg zubrachte. 1259 veräußerte dieser die umfangreichen Besitzungen an die Wittelsbacher. Vermutlich wurde die Burg 1504 im Zuge des Landshuter Erbfolgekrieges zerstört sowie 1547 im Schmalkaldischen Krieg. 1617 war nur noch der Bergfried erhalten. 1754 wurde das Pfleggericht in den Ort verlegt, die Burganlage verfiel und nach 1756 wurden die Reste abgebrochen, sodass nur ein Halsgraben erhalten blieb.

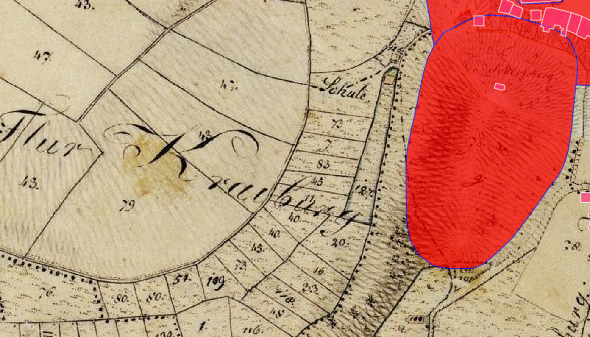
Lageplan von Burgstall Kraiburg auf dem Urkataster von Bayern

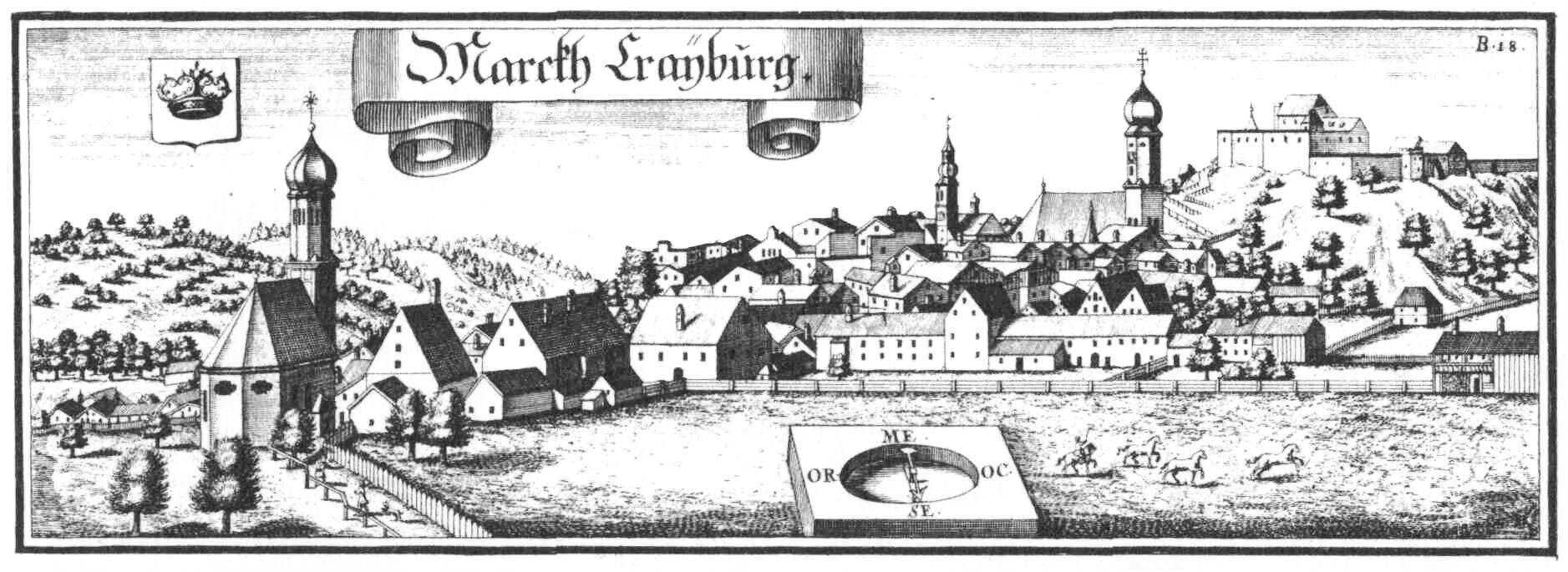
Ansicht des Marktes Kraiburg nach einem Stich von Michael Wening von 1721

## Beschreibung
Von der auf einem freistehenden Bergkegel erbauten Burg zeigen alte Ansichten einen spätgotischen Burgbau mit Walmdach mit niedrigen Nebengebäuden sowie eine umgehende Ringmauer. Die Kernburg war durch zwei Abschnittsgräben von der tiefergelegenen, dreieckigen Vorburg getrennt. 1838 wurde die Schlossbergkapelle St. Georg (Gelöbniskapelle) auf dem Burgplatz am höchsten Punkt des Schlossbergs errichtet.